# Pływanie na Letnich Igrzyskach Olimpijskich 2016 – 400 m stylem zmiennym mężczyzn
400 m stylem zmiennym mężczyzn – jedna z konkurencji pływackich, które odbyły się podczas XXXI Igrzysk Olimpijskich w Rio de Janeiro. Eliminacje i finał odbyły się 6 sierpnia.
Minima kwalifikacyjne wyznaczone przez FINA wyniosły 4:16,71 (minimum A) i 4:25,69 (minimum B).

## Terminarz
Wszystkie godziny podane są w czasie brazylijskim (UTC-03:00) oraz polskim (CEST).
| Data            | Godzina rozpoczęcia | Godzina rozpoczęcia |            |
| Data            | UTC-03:00           | CEST                |            |
| --------------- | ------------------- | ------------------- | ---------- |
| 6 sierpnia 2016 | 13:02               | 18:02               | Eliminacje |
| 6 sierpnia 2016 | 22:03               | 3:03                | Finał      |

## Rekordy
Przed zawodami rekord świata i rekord olimpijski wyglądały następująco:
| Rekord            | Zawodnik       | Czas    | Miejsce | Data             |
| ----------------- | -------------- | ------- | ------- | ---------------- |
| Rekord świata     | Michael Phelps | 4:03,84 | Pekin   | 10 sierpnia 2008 |
| Rekord olimpijski | Michael Phelps | 4:03,84 | Pekin   | 10 sierpnia 2008 |

## Wyniki

### Eliminacje
| Miejsce | Wyścig | Tor | Zawodnik             | Państwo           | Czas      | Uwagi |
| ------- | ------ | --- | -------------------- | ----------------- | --------- | ----- |
| 1.      | 4      | 5   | Chase Kalisz         | Stany Zjednoczone | 4:08,12   | Q     |
| 2.      | 4      | 4   | Daiya Seto           | Japonia           | 4:08,47   | Q     |
| 3.      | 3      | 4   | Kōsuke Hagino        | Japonia           | 4:10,00   | Q     |
| 4.      | 4      | 3   | Jay Litherland       | Stany Zjednoczone | 4:11,10   | Q     |
| 5.      | 3      | 6   | Max Litchfield       | Wielka Brytania   | 4:11,95   | Q     |
| 6.      | 3      | 3   | Thomas Fraser-Holmes | Australia         | 4:12,51   | Q     |
| 7.      | 2      | 4   | Travis Mahoney       | Australia         | 4:13,37   | Q     |
| 8.      | 2      | 5   | Joan Lluís Pons      | Hiszpania         | 4:13,55   | Q,    |
| 9.      | 3      | 7   | Richárd Nagy         | Słowacja          | 4:13,87   |       |
| 10.     | 3      | 2   | Wang Shun            | Chiny             | 4:14,46   |       |
| 11.     | 3      | 8   | Gergely Gyurta       | Węgry             | 4:14,81   |       |
| 12.     | 3      | 5   | Dávid Verrasztó      | Węgry             | 4:15,04   |       |
| 13.     | 2      | 2   | Jérémy Desplanches   | Szwajcaria        | 4:15,46   | NR    |
| 14.     | 2      | 8   | Alexis Santos        | Portugalia        | 4:15,84   | NR    |
| 15.     | 4      | 7   | Brandonn Almeida     | Brazylia          | 4:17,25   |       |
| 16.     | 4      | 1   | Luca Marin           | Włochy            | 4:17,88   |       |
| 17.     | 2      | 3   | Michael Meyer        | Południowa Afryka | 4:18,13   |       |
| 18.     | 3      | 1   | Johannes Hintze      | Niemcy            | 4:18,25   |       |
| 19.     | 2      | 6   | Gal Newo             | Izrael            | 4:18,29   |       |
| 20.     | 4      | 6   | Federico Turrini     | Włochy            | 4:18,39   |       |
| 21.     | 4      | 8   | Sebastien Rousseau   | Południowa Afryka | 4:18,72   |       |
| 22.     | 1      | 4   | Christoph Meier      | Liechtenstein     | 4:19,19   | NR    |
| 23.     | 2      | 1   | Raphaël Stacchiotti  | Luksemburg        | 4:20,37   |       |
| 24.     | 2      | 7   | Pavel Janeček        | Czechy            | 4:22,09   |       |
| 25.     | 1      | 5   | Pedro Pinotes        | Angola            | 4:25,84   |       |
| 26.     | 1      | 3   | Luis Vega Torres     | Kuba              | 4:27,27   |       |
| 27 !    | 4      | 2   | Jacob Heidtmann      | Niemcy            | 9:99,99 ! | DSQ   |

Legenda: DSQ - zdyskwalifikowany

### Finał
| Miejsce | Tor | Zawodnik             | Państwo           | Czas    | Uwagi |
| ------- | --- | -------------------- | ----------------- | ------- | ----- |
| 1 !     | 3   | Kōsuke Hagino        | Japonia           | 4:06,05 | AS    |
| 2 !     | 4   | Chase Kalisz         | Stany Zjednoczone | 4:06,75 |       |
| 3 !     | 5   | Daiya Seto           | Japonia           | 4:09,71 |       |
| 4.      | 2   | Max Litchfield       | Wielka Brytania   | 4:11,62 |       |
| 5.      | 6   | Jay Litherland       | Stany Zjednoczone | 4:11,68 |       |
| 6.      | 7   | Thomas Fraser-Holmes | Australia         | 4:11,90 |       |
| 7.      | 1   | Travis Mahoney       | Australia         | 4:15,48 |       |
| 8.      | 8   | Joan Lluís Pons      | Hiszpania         | 4:16,58 |       |

Legenda: AS - rekord Azji